# Akiba.TV
Akiba.TVは、Akiba.TV株式会社が運営し、秋葉原を拠点に運営しているインターネットテレビサイト。2013年まではAkiba.TV株式会社の親会社である株式会社クロスブリッジが運営し、後に分社化した。

## 歴史
2009年に千代田区神田淡路町に専用のスタジオ「Akiba.TV Station」を設置し、主にUSTREAM・ニコニコ生放送で配信する番組を制作している。
2012年8月に「Akiba.TV Station」を閉鎖し、現在は番組ごとに秋葉原周辺の会場を使って公開生放送を行っている。
2014年4月より地域限定旅行業免許を取得し、「Akiba Deep Travel」の名称で旅行業の営業を開始した。